# Monastère de Pinosava
Le monastère de Pinosava (en serbe cyrillique :  Манастир Пиносава ; en serbe latin :Manastir Pinosava) est un monastère orthodoxe serbe situé à Kusadak, dans le district de Podunavlje et dans la municipalité de Smederevska Palanka en Serbie. Il est inscrit sur la liste des monuments culturels protégés de la République de Serbie (identifiant no SK 817).
Une sobrašica située à côté de l'église est également classée.

## Église Saint-Gabriel

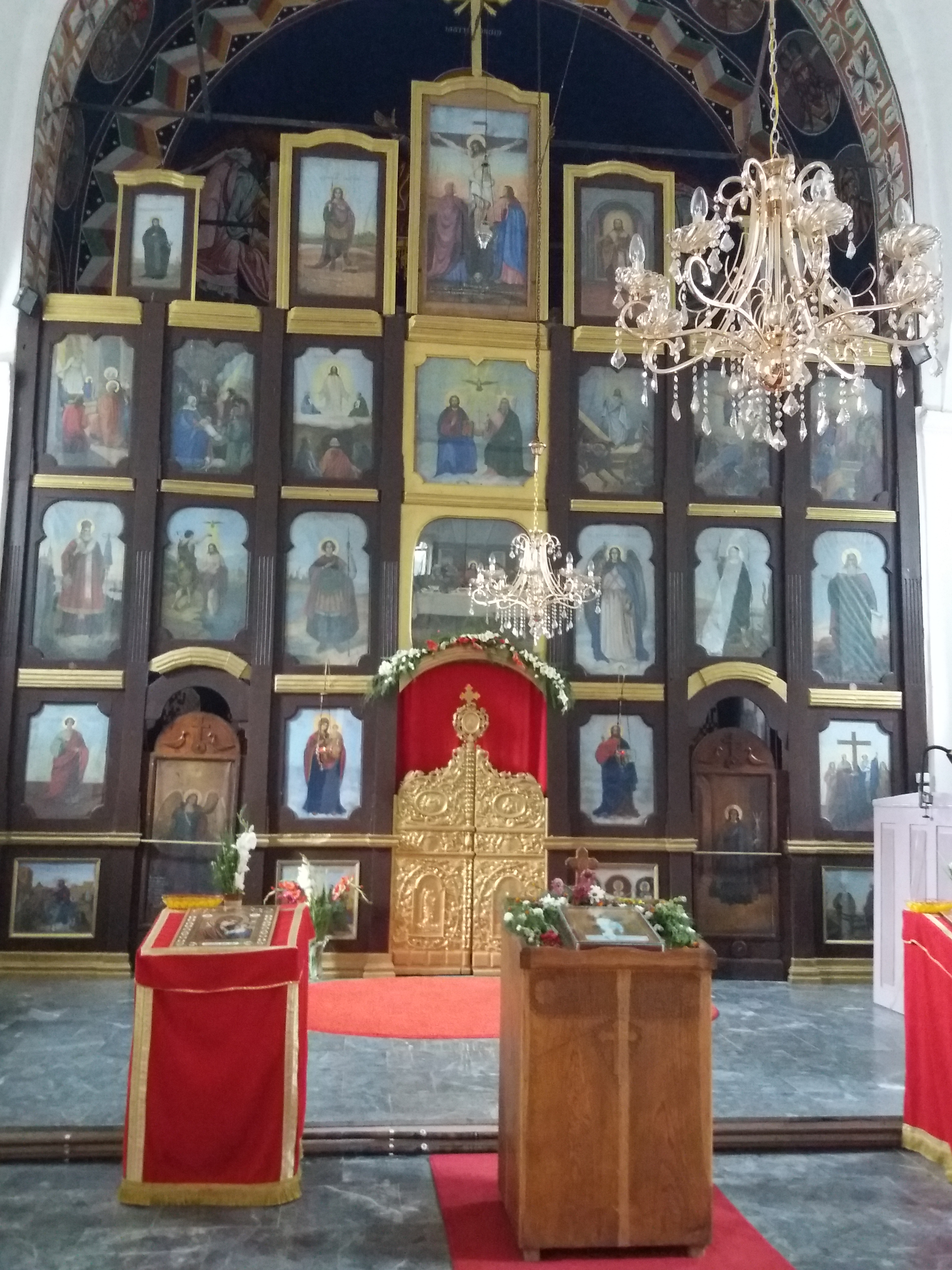
L'iconostase de l'église.

L'église Saint-Gabriel de Kusadak, également connue sous le nom de « monastère de Pinosava », a été construite entre 1841 et 1847 à la place d'une ancienne église en bois.
Elle est constituée d'une nef unique prolongée par une abside demi-circulaire et précédée par un narthex surmonté d'un clocher baroque massif. Les façades sont décorées de cordons et d'une corniche courant en dessous du toit ; le cordon au-dessus des ouvertures est doté d'arcs sarrazins stylisés. Les portails nord et ouest, en pierres, sont décorés de motifs géométriques et floraux.
À l'intérieur, la vieille iconostase a été peinte en 1832 par Janja Moler ; elle a été remplacée en 1929-1931 par une nouvelle iconostase peinte par Nestor Aleksijević et ses fils. L'église abrite des livres et des objets liturgiques, dont un calice en or offert en 1844 par Vujica Vulićević en repentance de ses péchés.

## Autres éléments
À l'est et au nord de l'église, des plaques tombales en marbre rappellent que Miloje Popović Đak, Vujica Vulićević, knèze de la nahija de Smederevo, et Ranko Majstorović, membre du Conseil serbe, sont enterrés à cet endroit,.
Au nord-est de l'église se trouve une sobrašica, sans doute construite en même temps que l'église elle-même. De forme rectangulaire, elle mesure 11,25 m de long sur 3,85 m de large. Elle possède un soubassement en briques sur lequel repose une structure en bois de chêne. Le toit à quatre pans est recouvert de tuiles.

### Note
1. ↑  Une « sobrašica » est un type de bâtiment en bois construit en Serbie autour d'une église ou d'un monastère ; elle servait à accueillir les fidèles lors de festivités, de réunions ou de fêtes religieuses.